# NGC 6231
NGC 6231 (noto anche come C 76) è un brillante ammasso aperto di notevole importanza situato nella costellazione dello Scorpione; esso costituisce il nucleo di una grande e brillante associazione OB nota come Scorpius OB1.

## Osservazione

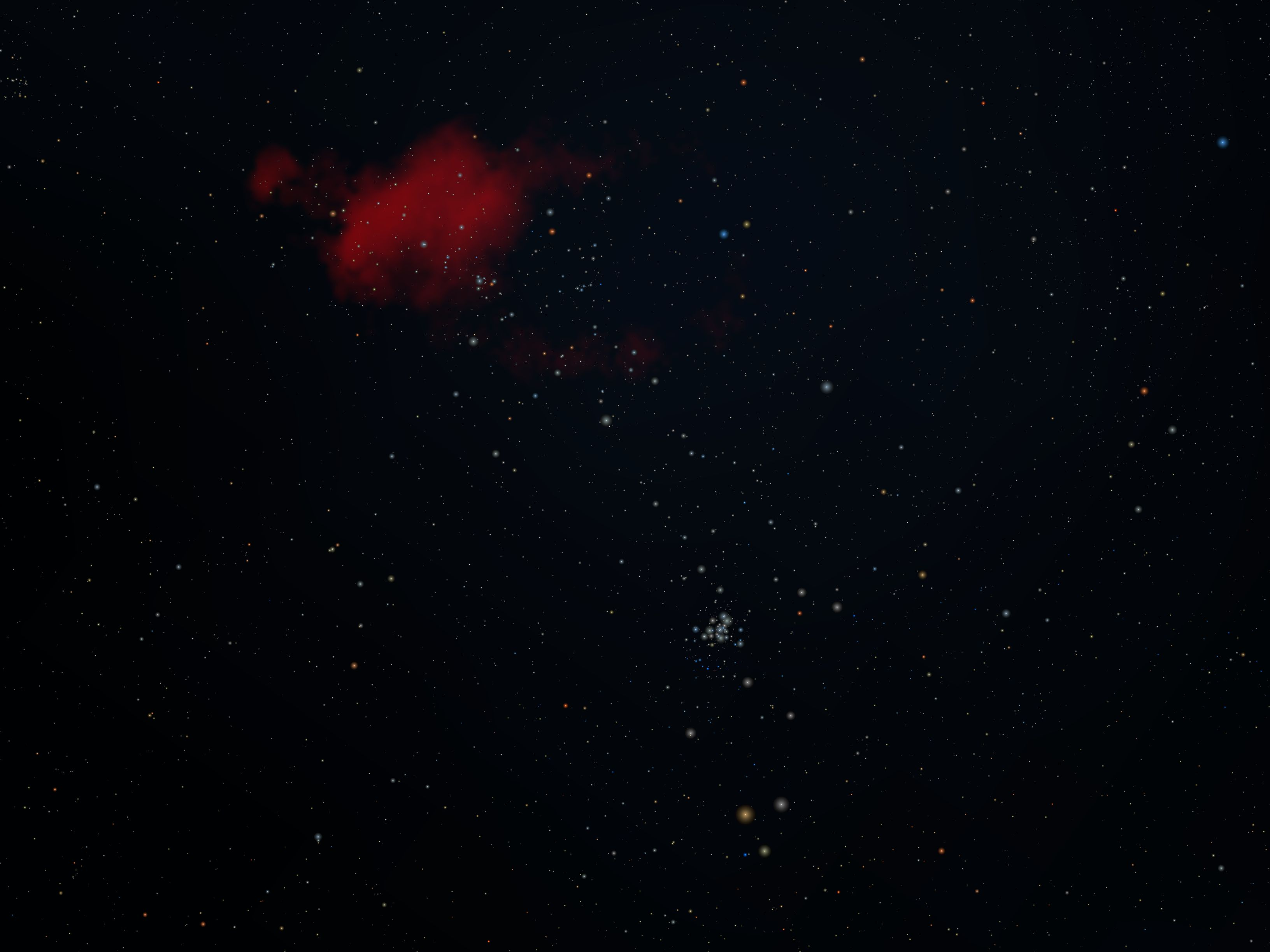
Campo stellare nei pressi dell'ammasso aperto NGC 6231

Dalle regioni mediterranee è osservabile senza difficoltà soprattutto nelle aree meridionali; si presenta come un oggetto ben visibile anche ad occhio nudo, essendo di magnitudine 2,6, mezzo grado a nord della coppia di stelle Zeta1-2 Scorpii, in una zona estremamente luminosa della Via Lattea. Essendo tuttavia un oggetto dell'emisfero australe, è visibile dall'emisfero nord solo da una fascia relativamente ristretta e solo per pochi mesi all'anno, mentre nelle regioni più australi dell'emisfero sud, si presenta circumpolare.
Un binocolo 10x50 già lo risolve in alcune decine di stelle blu, estremamente vicine fra di loro, mentre un telescopio newtoniano consente di scoprire che molte delle sue componenti sono apparentemente doppie. Lo strumento ideale per la sua osservazione è un rifrattore o un riflettore di piccole dimensioni, che consente di inquadrarlo all'interno di un ricchissimo campo stellare.

## Caratteristiche
NGC 6231 è formato da stelle blu, caldissime e luminose, tutte di tipo spettrale O e B, appartenenti all'associazione stellare Scorpius OB1, del quale quest'oggetto costituisce il centro. Risulta essere collegato ad altri sistemi di ammassi aperti, come Cr 316 e Tr 24, più ad un complesso di nebulosità diffusa, noto come IC 4628; questa serie di ammassi e nebulose costituiscono uno dei sistemi stellari più appariscenti del Braccio del Sagittario, in cui essa si trova.
L'ammasso contiene oltre 100 stelle di grande massa, incluse 15 stelle blu di classe O. La componente più luminosa è HD 152248, nota anche con la sigla di stella variabile V1007 Sco; si tratta di una forte sorgente di raggi X, nonché di una binaria spettroscopica e ad eclisse, con componenti entrambe di classe O e una massa di quasi 30 M⊙. A questa si aggiungono altre due binarie simili, CPD -41°7742 e HD 152219.
Le componenti massicce di NGC 6231 si sono rivelate in diversi casi delle binarie spettroscopiche; si pensa che in effetti oltre la metà delle stelle di classe O facenti parte della regione siano delle stelle doppie con un periodo molto breve, inferiore ai 10 giorni. Questo fenomeno può rivelarsi interessante nello studio della formazione delle stelle massicce. Dalla prospettiva terrestre, una decina di queste stelle possiedono un'orbita orientata in modo tale che le due componenti si eclissino a vicenda, generando così un'apparente variabilità del sistema. Una delle componenti originarie di quest'ammasso si sarebbe allontanata a grande velocità dalla regione in direzione dell'ammasso NGC 6281; si tratta della stella fuggitiva HD 153919, una supergigante blu legata alla forte sorgente di raggi X 4U1700-37, che si eclissano a vicenda formando così una stella binaria a raggi X di grande massa. Si pensa che questa compagna, particolarmente compatta, possa essere o una stella di neutroni molto compatta oppure un buco nero.